# 農業研究局
農業研究局（缩写ARS）是美国农业部下属的科研机构。